# 康都村
康都村，是中华人民共和国江西省抚州市南丰县太和镇下辖的一个村。
2023年，康都村公布为第六批中国传统村落。

## 文物保护
| 康都会议旧址 - 毛泽东旧居 - 红一方面军电台旧址 - 红一方面军总医院旧址 - 康都苏维埃政府旧址 - 红一方面军总司令部旧址(宁家大屋)） | 6-5-033 | 近现代重要史迹及代表性建筑 | 太和镇康都村 | 1931年 |  |